# Johann Heinrich Robert Göppert
Johann Heinrich Robert Göppert est un botaniste et un paléontologue prussien, né le 25 juillet 1800 à Sprottau et mort le 18 mai 1884 à Breslau.

## Biographie
Heinrich Göppert étudie d’abord la pharmacie à Sprottau et à Neiße avant d’étudier à partir de 1821 la médecine aux universités de Breslau et de Berlin. Il s’établit comme médecin à Breslau en 1826. L’année suivante, il est habilité en médecine et en botanique. En 1831, il enseigne la botanique et devient conservateur du jardin botanique ainsi qu’enseignant à l’institut de chirurgie de Breslau. En 1839, il devient professeur titulaire de botanique et en 1852 directeur du jardin botanique.
Göppert est l’auteur de nombreuses publications sur les végétaux. Il s’est particulièrement intéressé à la paléobotanique dont il est l’une des figures les plus importantes du XIXe siècle. Julius Milde figure au nombre de ses élèves.

## Liste partielle des publications
- Über die Wärmeentwickelung in den Pflanzen, deren Gefrieren und die Schutzmittel gegen dasselbe (1830)
- Über Wärmeentwickelung in der lebenden Pflanze (1832)
- Die fossilen Farnkräuter (1836)
- De floribus in statu fossili (1837)
- De coniferarum structura anatomica (1841)
- Die Gattungen der fossilen Pflanzen, verglichen mit denen der Jetztzeit (1841-1842)
- Beobachtungen über das sogenannte Überwallen der Tannenstöcke (1842)
- Avec Georg Carl Berendt (1790-1850) Der Bernstein und die in ihm befindlichen Pflanzenreste der Vorwelt (1845)
- Abhandlungen über die Entstehung der Steinkohlenlager aus Pflanzen (1848)
- Abhandlung über die Beschaffenheit der fossilen Flora in verschiedenen Steinkohlenablagerungen eines und desselben Reviers (1849)
- Monographie der fossilen Koniferen, verglichen mit denen der Jetztwelt (1850, avec 58 planches)
- Beiträge zur Tertiärflora Schlesiens (1852)
- Die Tertiärflora von Schoßnitz in Schlesien (1855)
- Die Tertiärflora auf der Insel Java (1855)
- Über die fossile Flora der silurischen, der devonischen und der untern Kohlenformation (1860)
- Die fossile Flora der permischen Formation (1864-1865)
- Über Aphyllostachys, eine neue fossile Pflanzengattung, sowie über das Verhältnis der fossilen Flora zu Darwins Transmutationstheorie (1866)
- Die Strukturverhältnisse der Steinkohle (1867)
- Skizzen zur Kenntnis der Urwälder Schlesiens und Böhmens (1868)
- Über Inschriften und Zeichen in lebenden Bäumen (1869)
- Über die Riefen des Pflanzenreichs (1869)
- Über die innern Vorgänge beim Veredeln der Bäume und Sträucher (1874)
- Über das Gefrieren (1883)
- Avec Anton Menge (1808-1880), Die Flora des Bernsteins (1883, deux volumes)
- Der Hausschwamm (1885)